# لوسيانا (سيوداد ريال)
بلدية لوسيانا (بالإسبانية: Luciana)‏، هي إحدى بلديات مقاطعة سيوداد ريال إحدى مقاطعات إسبانيا، والتي تقع في منطقة قشتالة لا منتشا وسط إسبانيا.
يبلغ عدد سكانها 429 نسمة وفقاً لإحصائية سنة (2007).

## أعلام
- مانويل زونيغا